# Кравченко, Иван Сергеевич
Иван Сергеевич Кравченко (бел. Іван Сяргеевіч Краўчанка; 12 сентября 1902, с. Дмитровка, Российская империя — 12 июня 1979, Минск, Белорусская ССР, СССР) — белорусский советский историк, педагог, общественный деятель. Доктор исторических наук (1959), профессор (1959). Академик Академии наук Белорусской ССР (1969; член-корреспондент с 1959). Заслуженный деятель науки Белорусской ССР (1977). Участник Великой Отечественной войны.

## Биография
Родился в 1902 году в селе Дмитровка на Дону в многодетной крестьянской семье, когда отец в Первую мировую войну ушёл на фронт, по старшинству вынужден был пойти в батраки, окончив только церковно-приходскую школу, и с восьми летнего возраста до Революции семь лет провёл в батраках.
В Гражданскую войну воевал в Первой конной армии, и однажды при взятии Ольгинской станицы спас Клемента Ворошилова, провалившегося под лёд, этот случай сыграл значительную роль в его жизни.
В 1928 году поступил в Северо-Кавказский коммунистический университет, затем в Институт красной профессуры, который окончил в 1933 году.
В 1934 году был назначен начальником политотдела Глусской МТС, а через год избран первым секретарем райкома КП(б).
В 1938—1940 годах — преподаватель, заместитель декана, декан Минского педагогического института.
В 1940—1941 годах — директор Белостокского пединститута.
В 1941 году — в Белостоке, секретарь обкома партии.
В годы Великой Отечественной войны — в рядах Красной Армии, где на Центральном фронте в составе белорусской группы партийного актива вместе с С. О. Притыцким и В. Г. Кудряевым был инструктором политического управления.
С сентября 1942 года по октябрь 1943 года — заместитель начальника Белорусского штаба партизанского движения.
В 1943—1945 годах — заместитель заведующего отделом пропаганды ЦК КП(б)Б.
После войны окончил Академию общественных наук при ЦК ВКП(б) (1948).
В 1948—1954 годах — заместитель директора, в 1953—1954 гг. и. о. директора, в 1955—1964 гг. директор Института истории АН БССР.
В 1965—1974 гг. заведующий сектором, в 1974—1979 гг. старший научный сотрудник-консультант Института истории АН БССР.

## Научная и педагогическая деятельность
Научные работы посвящены истории Беларуси периода Великой Отечественной войны. Исследовал роль Компартии Белоруссии по руководству борьбой в тылу врага. Внес значительный вклад в написание «Гісторыi Беларускай ССР» в 2 томах (1954—1958, 2-е изд. 1961), «Гісторыi Беларускай ССР» в 5 томах (1972—1975), 10-го тома «Истории СССР» в 12 томах (1966—1980). Один из соавторов «Гісторыi Мінска» (1957).
Автор около 100 научных работ, в том числе 2 монографий.

## Награды
Награжден орденом Красной звезды (1943), «Знак Почета» (1944, 1949), медалями.